# Der Hobbit (Filmtrilogie)

Filmlogo

Der Hobbit ist eine dreiteilige High-Fantasy-Filmadaption des Romans Der Hobbit aus dem Jahr 1937 von J. R. R. Tolkien und stellt das Prequel zur Der-Herr-der-Ringe-Trilogie dar. Wie auch schon bei Der Herr der Ringe übernahm Peter Jackson die Regie.

## Filme
| Jahr | Deutscher Titel                         | Originaltitel                             |
| ---- | --------------------------------------- | ----------------------------------------- |
| 2012 | Der Hobbit: Eine unerwartete Reise      | The Hobbit: An Unexpected Journey         |
| 2013 | Der Hobbit: Smaugs Einöde               | The Hobbit: The Desolation of Smaug       |
| 2014 | Der Hobbit: Die Schlacht der Fünf Heere | The Hobbit: The Battle of the Five Armies |

## Handlung
Der Hobbit erzählt von der Reise Bilbo Beutlins, der an die langwierige Aufgabe gerät, das verlorene Zwergenkönigreich vom Einsamen Berg zurückzugewinnen, das vom Drachen Smaug erobert wurde. Der Zauberer Gandalf vermittelt Bilbo überraschend an eine Gruppe von dreizehn Zwergen, angeführt vom legendären Krieger Thorin Eichenschild. Ihre Reise bringt sie in die Wildnis, durch unheimliche Länder mit Orks, tödlichen Wargen, riesigen Spinnen, Formwandlern und Zauberern. Bilbo Beutlin trifft zudem auf Gollum und gelangt in Besitz des Zauberrings, der seinem Träger Unsichtbarkeit verleiht. Dieser wurde einst von Sauron geschmiedet, um die Macht in Mittelerde an sich zu reißen. Am Ende wird Smaug von dem Bogenschützen Bard getötet, worauf eine gewaltige Schlacht um den Drachenschatz entbrennt. Zu Beginn der Geschichte vom „Herrn der Ringe“ übergibt Bilbo den Ring seinem Neffen Frodo Beutlin, noch bevor Gandalf die wahre Identität des Rings enthüllen kann.

### Veränderungen gegenüber der Buchvorlage
siehe auch Der Hobbit: Eine unerwartete Reise#Unterschiede zum Roman
siehe auch Der Hobbit: Smaugs Einöde#Unterschiede zum Buch
siehe auch Der Hobbit: Die Schlacht der Fünf Heere#Unterschiede zum Buch
Insgesamt ist die Tonalität des Films gegenüber der Buchvorlage deutlich verändert worden: Während es sich bei der Buchvorlage um eine Abenteuergeschichte für Kinder mit Drachen und Zwergen handelt, zielt der Film vor allem auf Jugendliche und Erwachsene ab. Horrorelemente wie etwa Orks oder die Darstellung von Schlachten nehmen einen deutlich breiteren Raum ein. Die Atmosphäre des Films ist deutlich düsterer als in der Romanvorlage und knüpft in seiner Machart an die Vorgängerfilme zu Der Herr der Ringe an. Aus ökonomischen Gründen wurde zudem das relativ schmale Kinderbuch auf drei Filmteile mit einer Länge von insgesamt etwa acht Stunden ausgedehnt.
Die Verfilmung weist gegenüber der Buchvorlage in Details zahlreiche Änderungen auf. Im ersten Teil der Trilogie wird beispielsweise der Ork Azog in der Schlacht im Schattenbachtal vor Moria nicht von Dain II. Eisenfuß getötet, sondern ihm wird von Thorin Eichenschild der linke Arm abgeschlagen. Er wird als Gegenspieler Thorins dargestellt, den Thorin nur fälschlicherweise für tot gehalten hat. Der Zauberer Radagast, der im Buch nur kurz erwähnt wird, aber keinen Auftritt hat, erhält eine größere Rolle, in welcher er unter anderem Gandalf von seinen Erkundungen in Dol Guldur berichtet – die Erkundungen, bei denen er von einem Ringgeist angegriffen wird, werden ebenfalls kurz gezeigt. Vollständig neu erfunden wurde die Figur Tauriel zusammen mit einer Liebesgeschichte zwischen ihr und Kili. Auch wurden weitere Randfiguren ohne Romanvorlage in die Handlung eingebunden. Zudem wird die beliebte Figur Legolas aus den Ringe-Filmen dargestellt, die in der Romanvorlage des kleinen Hobbits mit keinem Wort erwähnt wird.
Weitere Szenen kommen in Tolkiens Roman zwar vor, sind im Film aber anders dargestellt. Dazu gehören u. a. die Szene am Lagerfeuer der Trolle, der Aufenthalt in Bruchtal, bei dem abweichend vom Buch auch Saruman und Galadriel auftreten, und der Kampf mit den Goblins und die anschließende Flucht aus den Höhlen im Nebelgebirge. Dazu wird – besonders ab Smaugs Einöde – eine tiefgehende Verbindung mit der Herr-der-Ringe-Filmtrilogie geknüpft, insbesondere mit der Identität des Nekromanten von Dol Guldur (der im Buch durch Gandalf nur nebenher erwähnt wird) – als Sauron und der Wiedererweckung der Nazgûl.

## Besetzung und Synchronisation
Vor Beginn der Dreharbeiten am 21. März 2011 wurden die Hauptdarsteller im Reiten und Schwertkämpfen ausgebildet und übten für einen Monat das Bootfahren. Peter Jacksons Absicht war dabei nicht nur die optimale Voraussetzung für den Filmdreh, sondern auch die Herstellung einer Bindung zwischen den Darstellern. Da die Handlungen der beiden Geschichten jedoch 60 Jahre auseinander liegen, können viele Rollen nicht gleich besetzt werden, da die Darsteller sonst zu alt erscheinen würden. Ausnahmen bilden hierbei sowohl die Elben als auch die Istari, die nicht altern.
Die deutsche Synchronfassung entstand durch die Film- & Fernseh-Synchron. Das Dialogbuch wurde von Klaus Bickert verfasst, Katrin Fröhlich führte Dialogregie. Nach dem Tod von Achim Höppner im Jahr 2006, der in den Herr-der-Ringe-Filmen Gandalf sprach, musste nach einem Ersatz Ausschau gehalten werden. Zwar wurde Gandalf in den beiden veröffentlichten Trailern von Gunter Schoß synchronisiert, im fertigen Film ist aber der Schauspieler und Synchronsprecher Eckart Dux zu hören. Auch Synchronsprecher Philipp Brammer sprach erst die Rolle des Bilbo Beutlin, im Film übernahm jedoch Manuel Straube seinen Part. Einige Figuren, darunter auch die beiden Zwerge Bifur und Bombur, erfahren keine deutsche Synchronisation, weil sie im Film kaum Sprechrollen haben und ihre wenigen Laute entweder von anderen Synchronsprechern übernommen werden oder schlicht die Originaltonspur verwendet wird.
In der folgenden Liste werden die Figuren, deren Darsteller, ihre deutschen Synchronsprecher und ihr Erscheinen in den Filmen Eine unerwartete Reise, Smaugs Einöde und Die Schlacht der Fünf Heere genannt:
| Rolle                      | Rolle                | Schauspieler         | Schauspieler         | Schauspieler              | Synchronsprecher   |
| Rolle                      | Rolle                | Teil 1 (2012)        | Teil 2 (2013)        | Teil 3 (2014)             | Synchronsprecher   |
| -------------------------- | -------------------- | -------------------- | -------------------- | ------------------------- | ------------------ |
|                            | Bilbo Beutlin        | Martin Freeman       | Martin Freeman       | Martin Freeman            | Manuel Straube     |
| Gandalf                    | Ian McKellen         | Ian McKellen         | Ian McKellen         | Eckart Dux                |                    |
| Thorin Eichenschild        | Richard Armitage     | Richard Armitage     | Richard Armitage     | Torben Liebrecht (Dialog) |                    |
| Thorin Eichenschild        | Richard Armitage     | Richard Armitage     | Richard Armitage     | Thomas Amper (Gesang)     |                    |
| Balin                      | Ken Stott            | Ken Stott            | Ken Stott            | Alexander Pelz            |                    |
| Dwalin                     | Graham McTavish      | Graham McTavish      | Graham McTavish      | Tilo Schmitz              |                    |
| Óin                        | John Callen          | John Callen          | John Callen          | Lutz Schnell              |                    |
| Glóin                      | Peter Hambleton      | Peter Hambleton      | Peter Hambleton      | Uli Krohm                 |                    |
| Kíli                       | Aidan Turner         | Aidan Turner         | Aidan Turner         | Stefan Günther            |                    |
| Fíli                       | Dean O’Gorman        | Dean O’Gorman        | Dean O’Gorman        | Tim Knauer                |                    |
| Dori                       | Mark Hadlow          | Mark Hadlow          | Mark Hadlow          | Tobias Lelle              |                    |
| Nori                       | Jed Brophy           | Jed Brophy           | Jed Brophy           | Hans-Georg Panczak        |                    |
| Ori                        | Adam Brown           | Adam Brown           | Adam Brown           | Nic Romm                  |                    |
| Bifur                      | William Kircher      | William Kircher      | William Kircher      | Andreas Borcherding       |                    |
| Bofur                      | James Nesbitt        | James Nesbitt        | James Nesbitt        | Michael Lott              |                    |
| Bombur                     | Stephen Hunter       | Stephen Hunter       | Stephen Hunter       | Gerhard Jilka             |                    |
|                            | Bert                 | Mark Hadlow          |                      |                           | Christoph Jablonka |
| Bill                       | Peter Hambleton      |                      |                      | Torsten Münchow           |                    |
| Tom                        | William Kircher      |                      |                      | Jörg Reitbacher-Stuttmann |                    |
| Elrond                     | Hugo Weaving         |                      | Hugo Weaving         | Wolfgang Condrus          |                    |
| Galadriel                  | Cate Blanchett       | Cate Blanchett       | Cate Blanchett       | Dörte Lyssewski           |                    |
| Lindir                     | Bret McKenzie        |                      |                      | Pascal Breuer             |                    |
| Radagast                   | Sylvester McCoy      | Sylvester McCoy      | Sylvester McCoy      | Erich Ludwig              |                    |
| Saruman                    | Christopher Lee      |                      | Christopher Lee      | Otto Mellies              |                    |
|                            | Alfrid               |                      | Ryan Gage            | Ryan Gage                 | Axel Malzacher     |
| Bard                       |                      | Luke Evans           | Luke Evans           | Dominik Auer              |                    |
| Beorn                      |                      | Mikael Persbrandt    | Mikael Persbrandt    | David Nathan              |                    |
| Bain                       |                      | John Bell            | John Bell            | Patrick Roche             |                    |
| Braga                      |                      | Mark Mitchinson      | Mark Mitchinson      | Olaf Reichmann            |                    |
| Galion                     |                      | Craig Hall           | Craig Hall           | Alex Turrek               |                    |
| Legolas                    |                      | Orlando Bloom        | Orlando Bloom        | Philipp Moog              |                    |
| Bürgermeister von Esgaroth |                      | Stephen Fry          | Stephen Fry          | Alexander Duda            |                    |
| Sigrid                     |                      | Peggy Nesbitt        | Peggy Nesbitt        | Friederike Walke          |                    |
| Tauriel                    |                      | Evangeline Lilly     | Evangeline Lilly     | Ranja Bonalana            |                    |
| Thranduil                  | Lee Pace             | Lee Pace             | Lee Pace             | Jaron Löwenberg           |                    |
| Tilda                      |                      | Mary Nesbitt         | Mary Nesbitt         | Lucy Fandrych             |                    |
| Peridur                    |                      | Nick Blake           | Nick Blake           | Jan Koester               |                    |
| Hilda Bianca               |                      | Sarah Peirse         | Sarah Peirse         | Dorothea Anzinger         |                    |
|                            | Dáin II. Eisenfuß    |                      |                      | Billy Connolly            | Axel Lutter        |
| Girion                     |                      | Luke Evans           |                      | Dominik Auer              |                    |
| Smaug                      |                      | Benedict Cumberbatch | Benedict Cumberbatch | Sascha Rotermund          |                    |
| Thrór                      | Jeffrey Thomas       |                      |                      | Bert Franzke              |                    |
| Thráin II. (jung)          | Thomas Robins        |                      |                      | —                         |                    |
| Thráin II. (alt)           | Michael Mizrahi      | Antony Sher a        |                      | Bert Franzke              |                    |
|                            | Azog                 | Manu Bennett         | Manu Bennett         | Manu Bennett              | —                  |
| Bolg                       | Conan Stevens        | Lawrence Makoare     | John Tui             | —                         |                    |
| Fimbul                     | Stephen Ure          |                      |                      | —                         |                    |
| Grinnah                    | Stephen Ure          |                      |                      | Matthias Kupfer           |                    |
| Yazneg                     | John Rawls           |                      |                      | —                         |                    |
| Großer Goblin              | Barry Humphries      |                      |                      | Hartmut Neugebauer        |                    |
| Goblin-Schreiber           | Kiran Shah           |                      |                      | —                         |                    |
| Gollum                     | Andy Serkis          |                      |                      | Andreas Fröhlich          |                    |
| Narzug                     |                      | Ben Mitchell         |                      | Jan Odle                  |                    |
| Verlieswächter             |                      |                      | Conan Stevens        | —                         |                    |
| Nekromant                  | Benedict Cumberbatch | Benedict Cumberbatch | Benedict Cumberbatch | —                         |                    |
|                            | Wirt Butterblume     |                      | Richard Whitesite    |                           | Arne Elsholtz      |
| Belladonna Beutlin         | Sonia Forbes-Adam    |                      |                      | —                         |                    |
| Betsy Butterblume          |                      | Katie Jackson        |                      | —                         |                    |
| Bilbo Beutlin b (alt)      | Ian Holm             |                      | Ian Holm             | Mogens von Gadow          |                    |
| Bill Ferny Sr.             |                      | Dallas Barnett       |                      | —                         |                    |
| Frodo Beutlin              | Elijah Wood b        |                      |                      | Timmo Niesner             |                    |
| Tosser Grubb               |                      |                      | Merv Smith           | Hans-Rainer Müller        |                    |

Legende
- Thorins Gefährten
- Bruchtal und Trollhöhle
- Düsterwald und Seestadt
- Erebor und Thal
- Nebelgebirge und Dol Guldur
- Prolog und Auenland

## Hintergrund

### Anfangsphase der Entstehung

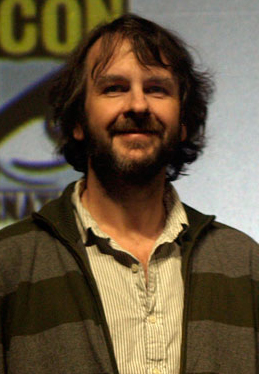
Peter Jackson, Regisseur, Co-Autor und Produzent des Films.

Peter Jackson und Fran Walsh interessierten sich bereits 1995 für eine Verfilmung von Der Hobbit, als Teil einer Trilogie, wobei die anderen beiden Teile aus dem Herrn der Ringe bestehen sollten. Jacksons Produzent Harvey Weinstein musste allerdings feststellen, dass Saul Zaentz zwar die Produktionsrechte an Der Hobbit besaß, aber die Vertriebsrechte immer noch bei United Artists (UA) lagen. UA behielt die Rechte im Glauben, dass Filmemacher eher Der Hobbit als Der Herr der Ringe verfilmen würden. Weinstein bemühte sich vergeblich um die Rechte. Er bat Jackson, stattdessen mit der Adaption von Der Herr der Ringe voranzuschreiten. Letztendlich wurde Der Herr der Ringe nicht von den Weinsteins, deren Rechte an einer Verfilmung von Der Hobbit im Jahr 2010 ablaufen sollten, sondern von New Line Cinema produziert. Im September 2006 äußerte Metro-Goldwyn-Mayer (MGM), jetzt Eigentümer von UA, Interesse an einer Zusammenarbeit mit New Line und Jackson für eine Adaption von Der Hobbit.
Im März 2005 verklagte Jackson New Line, da diese ihm Einnahmen von Merchandising, Videos und Computerspielen in Verbindung mit Der Herr der Ringe: Die Gefährten vorenthalten habe. Jackson wollte die Angelegenheit vor Drehbeginn erledigt haben, und war der Meinung, dass ihn New Line den Hobbit trotzdem machen ließe. New-Line-Mitgründer Robert Shaye nannte Jackson allerdings „habgierig“ und war über die Klage so verärgert, dass er im Januar 2007 verlauten ließ, dass Jackson nie wieder einen Film für New Line drehen würde. Der CEO von MGM, Harry Sloan, unterbrach die Vorbereitung des Projekts, da er Jackson involviert haben wollte. Im August, nach einer Reihe von Flops, versuchte Shaye seine Beziehung mit dem Regisseur wiederherzustellen. Er sagte: „Ich respektiere und bewundere Peter sehr und würde es lieben, wenn er in irgendeiner Art kreativ an The Hobbit involviert wäre.“ Im darauffolgenden Monat wurde New Line mit einem Bußgeld von 125.000 US-Dollar belegt, da sie geforderte Buchhaltungsdokumente nicht offenlegten.
Am 16. Dezember 2007 wurde bekannt, dass Jackson die Rolle des Executive Producers von The Hobbit und seiner Fortsetzung einnehmen wird. New Line und MGM produzieren den Film, dessen Vertrieb außerhalb Nordamerikas von 20th Century Fox übernommen werden wird. Jeder Teil soll über ein Budget von ca. 150 Millionen US-Dollar verfügen, welche somit deutlich höher als die ca. 94 Millionen US-Dollar für die einzelnen Herr-der-Ringe-Filme ausfallen. In anderen Berichten wird über ein Budget von bis zu 500 Millionen US-Dollar spekuliert, welches die Filme zu den bisher teuersten Produktionen machen würden. Nach dem Zusammenschluss von New Line Cinema und Warner Bros. im Februar 2008 wurde das Veröffentlichungsdatum der Filme auf den Dezember 2011 und 2012 gelegt. Produzieren sollte wieder Mark Ordesky. Jackson erklärte, dass er sich gegen den Posten des Regisseurs entschied, da es unbefriedigend wäre, mit seinen vorherigen Filmen zu konkurrieren.
Im selben Monat verklagten Tolkien Estate – durch The Tolkien Trust, einen britischen Wohlfahrtsverband – und HarperCollins New Line wegen Pflichtverletzungen und Betrug und forderten 220 Millionen US-Dollar als Entschädigung. New Line soll Tolkien Estate nur eine Anfangsgebühr von 62.500 US-Dollar gezahlt haben, obwohl die Filmtrilogie Der Herr der Ringe weltweit schätzungsweise einen Umsatz von 6 Milliarden US-Dollar durch Kino- und durch Merchandise-Erlöse erzielte. Die Klage forderte die im Vorfeld vereinbarten 7,5 % für Tolkien Estate von allen Einnahmen der Tolkienfilme. Ebenfalls sollten die Arbeiten an The Hobbit gestoppt werden. Im September 2009 wurde die Klage fallen gelassen, im Austausch für eine nicht näher angegebene Summe. Die Konten von Tolkien Trust zeigen 2009 jedoch einen Eingang von 24 Millionen Pfund Sterling mit dem Hinweis auf einen „Filmrechte-Vergleich“. Christopher Tolkien sagte: „Die Treuhänder bedauern, dass gerichtliche Schritte notwendig waren, sind aber froh, dass dieser Streit mit zufriedenstellenden Bedingungen beigelegt wurde, die es dem Tolkien Trust ermöglichen, ordnungsgemäß seinen gemeinnützigen Zielen nachzukommen. Die Treuhänder stimmen nun zu, dass New Line die Arbeit an The Hobbit fortsetzen darf.“

### Vorbereitung mit del Toro

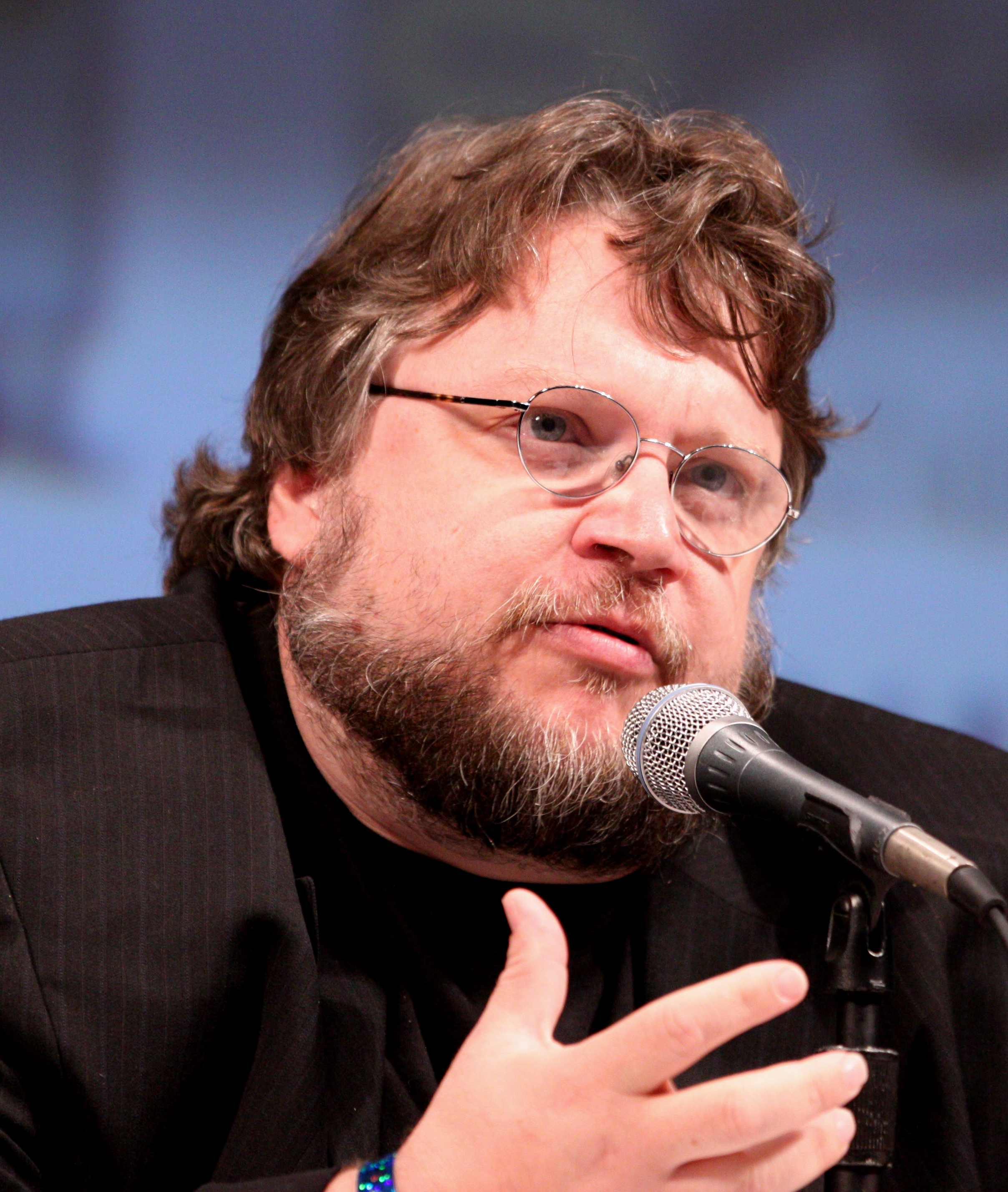
Guillermo del Toro bei der San Diego Comic-Con International 2010

Trotz der Klage schritt die Entstehung der Filme voran und im April 2008 wurde Guillermo del Toro damit beauftragt Regie zu führen. Mit Jackson stand er bereits 2005 in Kontakt, als beide über eine Verfilmung des Videospiels Halo nachdachten. Obwohl aus diesem Projekt nichts wurde, blieben sie in Kontakt. Die Vorproduktion begann im August 2008 mit del Toro, Jackson, Walsh und Philippa Boyens, die zusammen am Drehbuch arbeiteten. Del Toro tauschte sich mit Jackson, Walsh und Boyens mit Hilfe von Videokonferenzen aus und flog alle drei Wochen von Los Angeles (wo einige Entwürfe entstanden) nach Neuseeland um sie zu besuchen.
Die Dreharbeiten sollten im Jahr 2010 in Neuseeland stattfinden und Hobbingen sollte in Matamata wieder aufgebaut werden. Jackson hatte noch das maßstabsgetreue Modell von Bruchtal und das Set von Beutelsend von der Trilogie. Jackson gab Ende November 2009 bekannt, dass er davon ausgehe, dass das Drehbuch von The Hobbit nicht bis Anfang 2010 fertiggestellt sein würde, was zu einer Verschiebung der Produktion bis Mitte des Sommers führe. Am 22. Januar 2010 sagte Alan F. Horn, Präsident und COO von Warner Bros., dass der erste Film wohl nicht vor dem vierten Quartal 2012 erscheinen werde. Del Toro glaubte daran, dass er beide Filme komplett selber drehen würde, obwohl Jackson ihm die Hilfe als Second unit Regisseur anbot.
Del Toro interpretierte Der Hobbit als eine „Welt, die etwas goldener am Anfang ist, eine sehr unschuldige Umgebung“, und der Film müsse „einen von der Zeit der Unverdorbenheit zu der dunklen Realität hinweg begleiten aber alles im Sinn des Buchs.“ Er sah die Grundthemen als einen Verlust von Unschuld, welchen er mit der Erfahrung Englands nach dem Ersten Weltkrieg verglich, und Habgier, die durch Smaug und Thorin Eichenschild repräsentiert wird.
Del Toro traf sich mit den Concept-Art-Künstlern John Howe und Alan Lee, dem Weta-Workshop-Vorsitzenden Richard Taylor und dem Maskenbildner Gino Acevedo, um die Kontinuität der vorherigen Filme aufrechtzuerhalten. Zudem stellte er unter anderem die Comicbuchkünstler Mike Mignola und Wayne Barlowe an, um Howes und Lees Stil der Trilogie zu ergänzen. Ihre Arbeit begann im April 2009. Außerdem zog er die Verwendung von Tolkiens Zeichnungen in Betracht und die Verwendung einiger Elemente, die nicht in der Trilogie zu sehen waren.

### Del Toros Rückzug
Im Jahr 2010 verließ del Toro wegen der vielen Verschiebungen das Projekt. Am 28. Mai erklärte er bei einer Pressekonferenz, dass durch die finanziellen Schwierigkeiten von Metro-Goldwyn-Mayer das Hobbit-Projekt zu dieser Zeit noch nicht offiziell das „grüne Licht“ bekommen habe. Zwei Tage später gab del Toro gegenüber TheOneRing.net bekannt, dass „in Anbetracht der immer neuen Verschiebungen des Starts der Dreharbeiten“, er „das Steuer abgeben“ würde. Zudem äußerte er, dass „der zunehmende Druck von sich überschneidenden Terminplänen den ursprünglichen Zeitraum für das Projekt gesprengt hat. […] Ich bleibe mit ihm und den Erschaffern verbunden, aktuell und in der Zukunft und unterstütze einen reibungslosen Übergang zum neuen Regisseur.“ Derweil wurde über mögliche Alternativen für den Regieposten spekuliert; die Studios wollten Jackson, doch auch Neill Blomkamp, David Yates, Brett Ratner und David Dobkin wurden als mögliche Kandidaten genannt.
Dieser Vorfall verärgerte viele Hobbit-Fans, die wütend wegen der Verzögerung des Projekts waren. Einerseits richtete sich ihre Wut gegen Regisseur del Toro, der sich während der Vorbereitungszeit der Filme ihrer Meinung nach zu sehr mit anderen Dingen beschäftigte; hauptsächlich wurden dabei Verträge angesprochen, die del Toro zu dieser Zeit abgeschlossen hat und ihm mehrere Filmprojekte nach dem Hobbit sicherten. Andererseits waren sie mit dem finanziell geschwächten Filmstudio MGM unzufrieden, das sie davon zu überzeugen versuchten, die Rechte an Warner Bros. zu verkaufen. Am 27. Juli wandte sich del Toro an die aufgebrachten Fans: „Es war nicht nur MGM. Dies sind sehr komplizierte Filme, ökonomisch und politisch.“
Am 15. Oktober 2010 bestätigten New Line Cinema und Warner Bros., dass Der Hobbit von Jackson gedreht und in 3D sein wird. Mit der Bestätigung Jacksons als Regisseur wurde den Filmen „grünes Licht“ gegeben und der Start der Dreharbeiten auf den Februar 2011 festgesetzt. Jackson gab an, dass „Tolkiens Mittelerde zu erforschen weit über die normale Filmemachen-Erfahrung hinausgeht. Es ist eine allumfassende Reise zu einem sehr besonderen Ort der Phantasie, Schönheit und Drama.“

### Arbeitskampf in Neuseeland

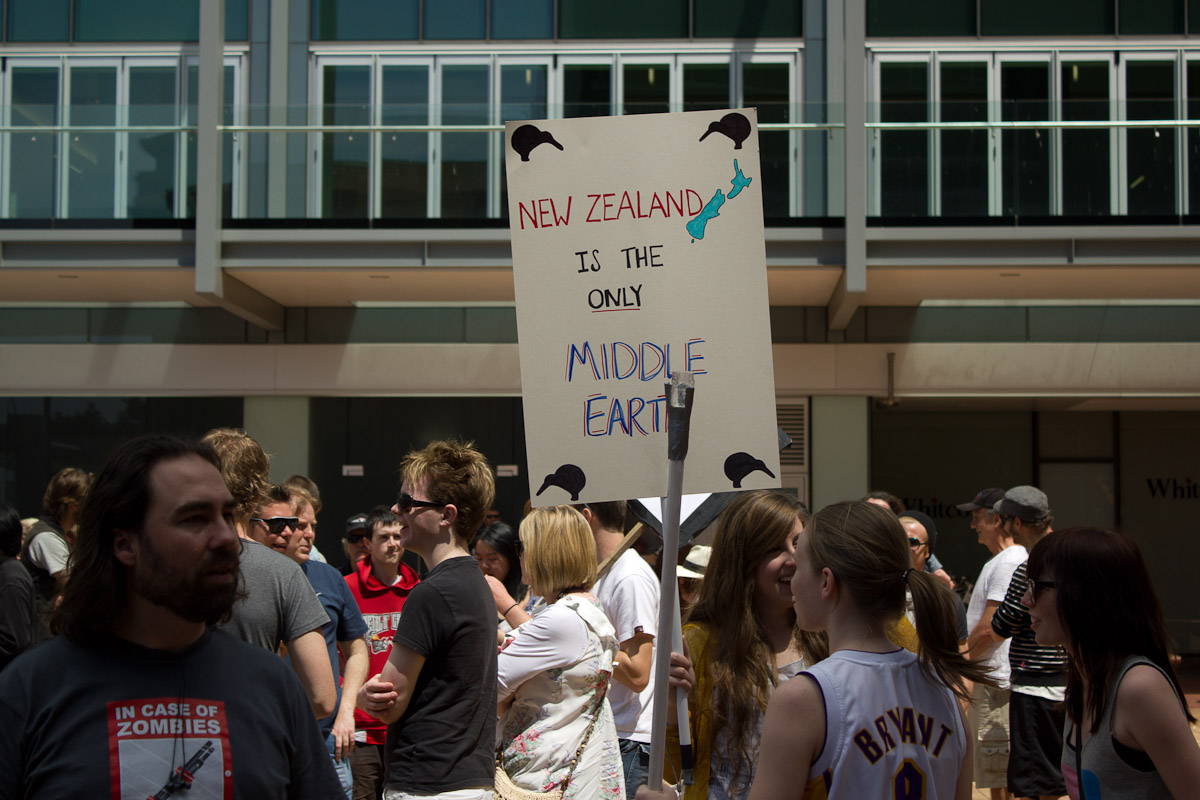
Demonstranten in Auckland. Auf dem Schild steht „New Zealand is the only Middle-Earth“ („Neuseeland ist das einzige Mittelerde“).

Am 24. September 2010 veröffentlichte die International Federation of Actors eine Pressemitteilung, die Mitglieder ihrer Partnergewerkschaften (inklusive der Screen Actors Guild) dazu aufforderte, nicht an dem Filmprojekt mitzuwirken. Auch die Media, Entertainment and Arts Alliance (MEAA), die ihrer Meinung nach die Schauspieler Ian McKellen und Cate Blanchett auf ihrer Seite hätten, rief zu einem Boykott auf. Die Mitteilungen kritisierten, dass die Produzenten von The Hobbit keine Schauspieler mit gewerkschaftlich ausgehandelten Verträgen anstellten. Für den Film arbeitende Schauspieler hätten demnach sogar aus der Gewerkschaft ausgeschlossen werden können. Als Folge erwogen Warner Bros. und New Line Cinema eine Verlegung der Produktion. Jackson erwähnte als möglichen alternativen Drehort explizit Osteuropa.
Teils aus Angst vor negativen Auswirkungen auf den so genannten „Tolkien-Tourismus“ demonstrierten am 25. Oktober 2010 Tausende Neuseeländer dafür, die Filmproduktion in ihrem Land stattfinden zu lassen. Eine Entscheidung gegen Neuseeland als Drehort hätte das Land um Einnahmen von schätzungsweise 1,5 Milliarden US-Dollar gebracht. Nach zweitägigen Gesprächen mit Neuseelands Regierung (unter Beteiligung von Premierminister John Key) beschlossen die Entscheidungsträger der Produktionsfirma Warner Bros. am 27. Oktober, The Hobbit wie geplant in Neuseeland zu drehen. Im Gegenzug ließ die Regierung ein Gesetz verabschieden, das in der Filmbranche Unterschiede zwischen unabhängigen Auftragnehmern und Angestellten deutlicher hervorheben soll. Zudem erweiterte die Regierung die finanzielle Unterstützung für neuseeländische Filme mit großem Budget.
Manche kritisierten daraufhin die hohen Kosten (nämlich weitere finanzielle Subventionen und spezifische Gesetze zum Nutzen der Produzenten), für die Neuseeland wegen der Filme aufkommen sollte. Zudem wurde argumentiert, dass die Diskussion zu übertrieben und hysterisch geführt worden war.
Im Februar 2013 wurden E-Mails und Dokumente im Auftrag eines Bürgerbeauftragten Neuseelands veröffentlicht, die belegen, dass die Schauspielgewerkschaft bereits zwei Tage vor dem 20. Oktober eine Vereinbarung mit Warner abgeschlossen hat. Warner jedoch weigerte sich diese Vereinbarung der Öffentlichkeit zu präsentieren. Ein Gewerkschaftsvertreter bezeichnete diejenigen, die angeblich keine gerechten Verträge erhalten haben, als „Sündenböcke“, die durch eine angebliche Verschiebung der Produktion ins Ausland getäuscht wurden. Weitere veröffentlichte E-Mails belegen, dass Minister der neuseeländischen Regierung bereits eine Woche vor Beginn der Proteste eine Abmachung eingingen, obwohl stets behauptet wurde, dass die Verhandlungen noch ausstehen würden.

### Aufteilung der Filme
Seit 2006 war bekannt, dass die Handlung auf zwei Filme aufgeteilt werden sollte. Dabei gab es immer wieder unterschiedliche Angaben darüber, an welcher Stelle der erste Film enden sollte. MGM war 2006 an einem zweiten Film interessiert, dessen Plot zwischen Der Hobbit und dem Herrn der Ringe spielen sollte. Peter Jackson hatte ähnliche Vorstellungen.

„(…) ein Nachteil des Hobbits ist die relative Leichtigkeit im Vergleich zu Der Herr der Ringe (…) Es gibt viele Abschnitte, in denen eine Figur wie Gandalf eine Zeit lang verschwindet. Soweit ich mich erinnern kann (…), gibt er später an, dass er sich mit dem Weißen Rat getroffen hat, der ja aus Figuren wie Galadriel und Saruman und Personen besteht, die wir im Herrn der Ringe sehen. Er verschwindet für eine bestimmte Zeit auf mysteriöse Weise und kommt dann wieder, aber wir wissen nicht, was wirklich los ist.“

Jackson überlegte außerdem, ob er den Weg Gollums nach Mordor und Aragorns Wache über das Auenland zeigen sollte.
Nach seiner Anstellung im Jahr 2008 bestätigte del Toro, dass der Nachfolger nicht die „Fakten des ersten Teils aus einer leicht geänderten Perspektive wieder zusammenführt. Man wird Ereignisse sehen, die nicht im ersten [Teil] zu beobachten waren.“ Außerdem dürfe man nur die Handlung aus Der Hobbit und Der Herr der Ringe verwenden, da man keine Rechte am Silmarillion und an Nachrichten aus Mittelerde habe. Noch bevor die Arbeiten am Drehbuch begannen, hatte Del Toro außerdem gesagt, dass man nur Der Hobbit verfilmen würde, sofern man keine schlüssige Handlung für einen zweiten Film finden könnte. Der Hobbit sei „besser in einem einzigen Film … ohne künstliche ‚Bruchstelle‘ [aufgehoben].“ Im November 2008 sagte er außerdem, das Buch sei ausführlicher und ereignisreicher, als viele noch wissen. Am Ende entschied er sich gegen einen Film, der nur eine Brücke zur Handlung von „Herr der Ringe“ schlagen sollte. Er hielt es für besser, wenn beide Teile aus dem Material des Hobbits entstünden.
Del Toro musste sich offenbar für eine von zwei möglichen Stellen entscheiden, an denen man die Handlung teilen kann. Eine davon war Smaugs Tod. Er wollte den zweiten Film dabei so ansetzen, dass seine Handlung direkt zu Die Gefährten überleitet. Im Juni 2009 erklärte del Toro, dass er sich für eine bestimmte Stelle entschieden habe. Weil die Beziehung zwischen Bilbo und den Zwergen für die Handlung so wichtig ist, könne man die Handlung nur an einer ganz bestimmten Stelle unterbrechen – die jedem Leser bekannt sei. Die Handlung des zweiten Films wurde außerdem davon beeinflusst, wie viele von den Schauspielern ihre Rollen darin noch einmal spielen wollten.
Am 30. Juli 2012 kündigten Peter Jackson und die beteiligten Produktionsstudios die Pläne für einen dritten Teil und damit eine Trilogie an. Nach Aussagen von Jackson beinhaltet der dritte Film viele von Tolkiens Anhängen, welche am Ende von Die Rückkehr des Königs veröffentlicht wurden. Obwohl der Teil kein „Brückenfilm“ werden soll, soll er die Geschichte von Der Hobbit mit Der Herr der Ringe verbinden. Peter Jackson gab im Dezember 2013 bekannt, dass bei den ursprünglich geplanten zwei Filmen der Schnitt nach der Flucht in den Fässern gesetzt worden wäre, was somit auch den Höhepunkt des ersten Films dargestellt hätte.

## Dreharbeiten
| 1 |

| 2 |

| 3 |

| 4 |

| 5 |

| 6 |

| 7 |

| 8 |

| 9 |

| 10 |

| 11 |

| 12 |

| 13 |

| 14 |

| 15 |

| 16 |

| 17 |

| 18 |

| 19 |

| 20 |

| 1 |

| 2 |

| 3 |

| 4 |

| 5 |

| 6 |

| 7 |

| 8 |

| 9 |

| 10 |

| 11 |

| 12 |

| 13 |

| 14 |

| 15 |

| 16 |

| 17 |

| 18 |

| 19 |

| 20 |

Die Dreharbeiten begannen am 21. März 2011 in Wellington, Neuseeland. Gedreht wurde in den Wellington Stone Street Studios, der Stadt Matamata und an anderen, nicht näher definierten Orten in Neuseeland.
Zusätzliche Szenen wurden bis Mitte Juli 2011 in den englischen Pinewood Studios in der Nähe von Watford gedreht, unter anderem mit Saruman-Darsteller Christopher Lee und Ian Holm als (älterer) Bilbo Beutlin, die aufgrund ihres hohen Alters nicht mehr den langen Flug nach Neuseeland auf sich nehmen mochten.
Der zweite Block der Dreharbeiten begann Ende August 2011 in Neuseeland und endete im Dezember. Der dritte und letzte Block begann im Februar 2012 und wurde nach insgesamt 266 Drehtagen am 6. Juli 2012 abgeschlossen. Peter Jackson gab jedoch an, dass einige Szenen erst 2013 gedreht werden, um die Geschichte abzurunden. Am 25. November 2012, also nur drei Tage vor der Weltpremiere in Wellington, wurde Der Hobbit: Eine unerwartete Reise fertiggestellt.
Die zusätzlichen Dreharbeiten zum dritten Film begannen am 20. Mai 2013 und endeten am 26. Juli.
Während der Dreharbeiten fungierte Andy Serkis als Second Unit Director und war somit nicht nur für die Aufnahmen für die Rolle des Sméagol in Neuseeland zuständig. Anstelle nur eines Drehmonats verbrachte er ein Jahr lang dort. Bei den zusätzlichen Dreharbeiten im Jahr 2013 nahm Christian Rivers die Rolle des Second Unit Directors ein, da Serkis für den Nachfolger von Planet der Affen: Prevolution vor der Kamera stand.

### Technologie
Im April 2011 gab Jackson auf seiner Facebook-Seite bekannt, dass er Der Hobbit mit 48 Bildern/Sekunde aufnimmt, der sogenannten High Frame Rate, kurz HFR, also mit doppelter Bildanzahl pro Sekunde gegenüber den sonst üblichen 24 Bildern. Laut Jackson werde das Bild dadurch sehr viel klarer und glatter. Das Ergebnis sei lebensnäher und, bei Projektion ebenfalls mit 48 Bildern/Sekunde, erheblich einfacher zu betrachten, besonders in 3D, und mit weniger Problemen mit verschwommenen oder zittrigen Bildern bei schnellen Bewegungen.
Der Hobbit war der erste große Kinofilm, der in einer höheren Bildwiederholfrequenz als 24 fps veröffentlicht wurde. Zudem war es der Film mit dem höchsten Budget, der mit den neuen hochauflösenden Digitalen Kinokameras (Auflösung bis zu 5K = 5120 × 2700 Pixel bei bis zu 120 fps) mit der Modellbezeichnung Epic des Herstellers Red Digital Cinema Camera Company gedreht wurde, von denen Peter Jackson eine der ersten Ausgaben erhielt. Insgesamt wurden 48 Epic-Kameras für die Dreharbeiten verwendet, wobei die meisten paarweise für die 3D-Aufnahmen in speziellen Vorrichtungen, sogenannten 3D-Rigs bzw. 3D-Mirror-Rigs, montiert wurden.

### Tierhaltung
Im November 2012 meldeten sich mehrere Tierpfleger zu Wort, die während der Aufnahmen in Neuseeland angestellt und für die Verpflegung und Haltung der Tiere verantwortlich waren. Ihrer Meinung nach seien während der Produktion mindestens 27 Tiere gestorben oder sonst in einer Weise zu Schaden gekommen. Laut den Pflegern hätte dies durch verbesserte Vorsichts- und Schutzmaßnahmen verhindert werden können. Einige Pfleger hätten aus diesem Grund die Produktion verlassen. Eine ähnliche Meldung zu diesem Thema wurde von einer neuseeländischen Nachrichtenagentur im Internet veröffentlicht, wenige Stunden später jedoch wieder entfernt. Peter Jackson bestritt diese und weitere Anschuldigungen der PETA. Ein entsprechender Eintrag auf Facebook wurde am Folgetag veröffentlicht, wurde jedoch mittlerweile unzugänglich gemacht oder entfernt.

## Postproduktion

### Musik
Howard Shore, der bereits für den Soundtrack der Herr-der-Ringe-Filme zuständig war, arbeitet ebenfalls an der Musik für die Hobbit-Filme. Die Aufnahmen für den ersten Teil begannen am 20. August 2012 mit dem London Philharmonic Orchestra. Zusätzlich wurde bestätigt, dass der US-amerikanische Musikjournalist Doug Adams, Autor des Buches The Music of the Lord of the Rings Films, auch ein Buch über die Filmmusik des Hobbits schreiben wird.

### Visuelle Effekte
Während in der Herr-der-Ringe-Trilogie von Jackson die Orks ein komplettes Körper-Make-up und Prothesen besaßen, werden in den Hobbit-Filmen größtenteils computergenerierte Gesichter genutzt.

## Veröffentlichung

### Premiere

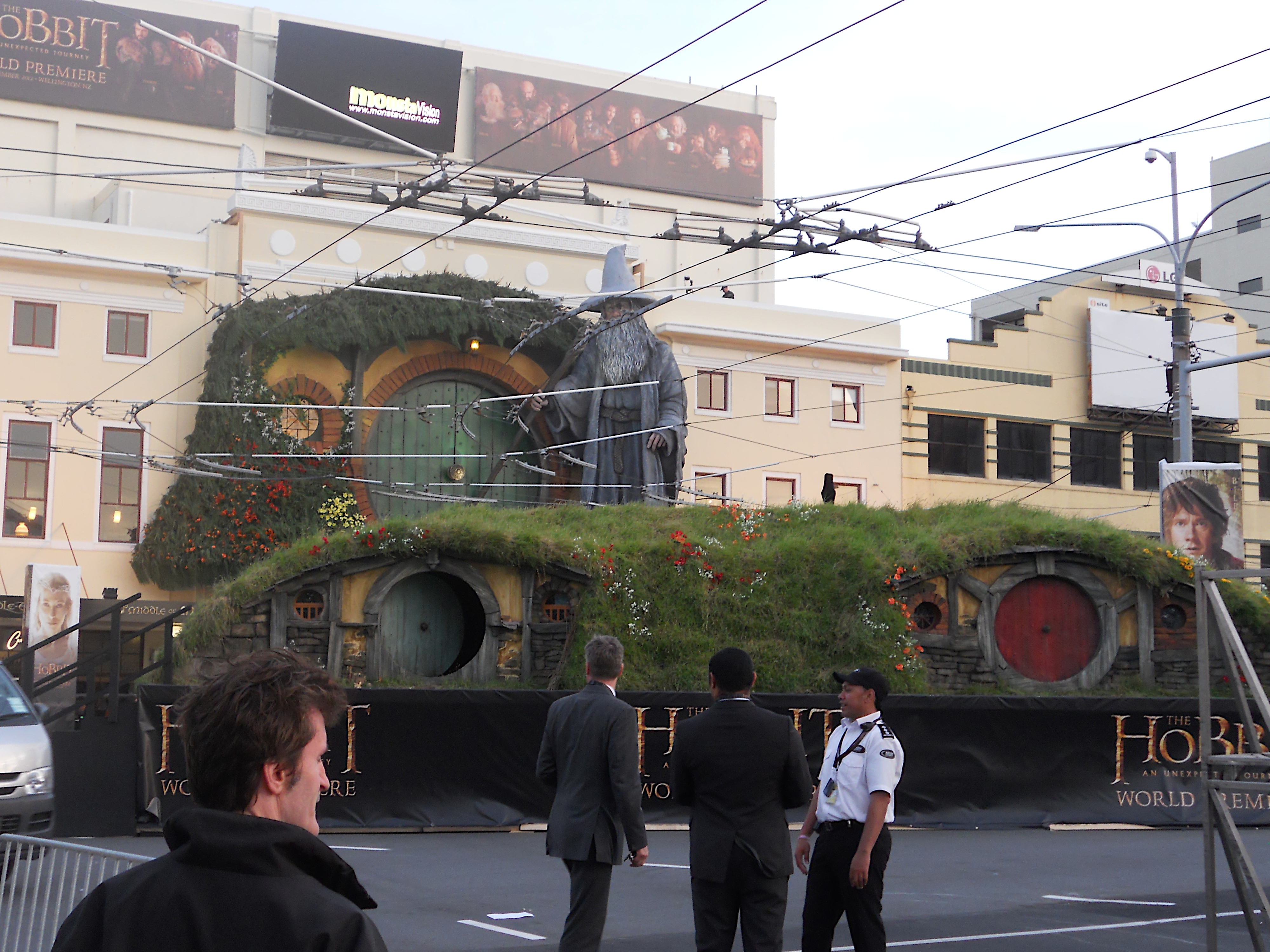
Aufsteller vor dem Embassy Theatre in Wellington bei der Weltpremiere des ersten Teils.

Der Hobbit: Eine unerwartete Reise feierte am 28. November 2012 in Wellington Weltpremiere. Tausende von Menschen waren anlässlich der Premiere gekommen und warteten auf dem roten Teppich auf die Beteiligten des Films. Der Andrang zur Weltpremiere des zweiten Films in Los Angeles am 2. Dezember 2013 war ähnlich groß.
Der Hobbit: Smaugs Einöde ist am 12. Dezember 2013 in den deutschen Kinos angelaufen. Der Starttermin für den dritten Teil, Der Hobbit: Die Schlacht der Fünf Heere, war ursprünglich für Juli 2014 vorgesehen. Der Film kam aber aufgrund eines möglichen Zusammentreffens mit dem X-Men-Film X-Men: Days of Future Past erst im Dezember 2014 in die Kinos.

### DVD und Blu-ray
Von allen drei Hobbit-Teilen sind verschiedene DVD und Blu-Ray Versionen erschienen. Seit November 2015 sind auch alle drei Teile als Extended Edition erhältlich.

## Rezeption

### Einspielergebnisse
Eine unerwartete Reise war an den Kinokassen äußerst erfolgreich und überholte mit Die Gefährten und Die zwei Türme zwei der drei Filme der Herr-der-Ringe-Trilogie. Insgesamt ist der Film auf Platz 56 (Stand: 19. April 2025) der erfolgreichsten Filme weltweit.
| Film                                               | Veröffentlichung  | Einspielergebnisse | Einspielergebnisse | Einspielergebnisse | Platzierung                | Ref.    |
| Film                                               | Veröffentlichung  | $                  | €                  | CHF                | Platzierung                | Ref.    |
| -------------------------------------------------- | ----------------- | ------------------ | ------------------ | ------------------ | -------------------------- | ------- |
| Eine unerwartete Reise                             | 13. Dezember 2012 | 1.017 Mio.         | 895,2 Mio.         | 831,8 Mio.         | 56 (Stand: 19. April 2025) | [ 98 ]  |
| Smaugs Einöde                                      | 12. Dezember 2013 | 958,4 Mio.         | 843,7 Mio.         | 783,8 Mio.         | 68 (Stand: 19. April 2025) | [ 99 ]  |
| Die Schlacht der Fünf Heere (Stand: 22. März 2015) | 10. Dezember 2014 | 956 Mio.           | 841,5 Mio.         | 781,9 Mio.         | 66 (Stand: 19. April 2025) | [ 100 ] |
| Gesamt                                             | Gesamt            | 2.931,4 Mio.       | 2.580,5 Mio.       | 2.397,5 Mio.       | #11                        | [ 101 ] |

Die Produktionskosten aller drei Teile belaufen sich auf 561 Millionen US-Dollar (493,8 Millionen Euro; 458,8 Millionen Schweizer Franken). In dieser Summe fehlen noch die Postproduktionskosten der letzten beiden Filme.

### Kritische und öffentliche Rezeption
Der erste Teil der Filmtrilogie, Eine unerwartete Reise, wurde bei Rotten Tomatoes zu 64 % von 270 abgegebenen Bewertungen positiv bewertet, bei Metacritic waren 58 % von 40 Bewertungen positiv. Bei All Movie Guide bewerteten 70 % der Kritiker den Film positiv, in der Internet Movie Database vergaben insgesamt 594.676 Benutzer im Durchschnitt 7,9 von 10 Punkten.
Rotten Tomatoes schrieb als Kritik zum ersten Teil: „Peter Jackson’s Rückkehr nach Mittelerde ist eine ernsthaft visuell glänzende Reise, das hohe Tempo des Films nimmt dem Material allerdings einiges von seiner Majestät.“
Für den zweiten Teil, Smaugs Einöde, gab es bei Rotten Tomatoes 74 % an positiven Bewertungen, bei Metacritic 66 % positive Bewertungen und im All Movie Guide 60 % positive Bewertungen. In der Internet Movie Database vergaben rund 442.821 Benutzer durchschnittlich 7,9 Punkte.
Die New York Post schrieb bei Metacritic: „Jede Menge Augenschmaus und Action-Sequenzen für die Fans, der Film hat mehr Humor als die drei „Ringe“-Filme – auch wenn er die Pracht dieses Trios nur gelegentlich erreicht.“
Für den dritten Teil der Filmtrilogie, Die Schlacht der Fünf Heere, vergaben die Bewertenden der Internet Movie Database durchschnittlich 7,4 Punkte. Auf Rotten Tomatoes erhielt er mit 59 % von 265 Kritiken die schlechteste Bewertung. Ebenfalls 59 Punkte ergaben sich auf Metacritic.

### Auszeichnungen und Nominierungen
Der erste Teil der Trilogie, Eine unerwartete Reise, wurde für eine Reihe von Preisen nominiert. Dazu zählen drei Oscar-Nominierungen in den Kategorien Bestes Make-up und Beste Frisuren, Beste visuelle Effekte und Bestes Szenenbild, drei Nominierungen für den BAFTA-Award, vier Broadcast-Film-Critics-Association-Awards und neun Nominierungen für den Saturn Award, bei denen man für die „Beste Ausstattung“ ausgezeichnet wurde. Weiter war der Streifen in sechs Kategorien des VES Awards nominiert, von denen eine gewonnen werden konnte. Die Deutsche Film- und Medienbewertung (FBW) zeichnete den Film mit dem Prädikat „wertvoll“ aus.

### Bildwiederholrate
Eine erste zehnminütige Vorschau des Filmmaterials auf der CinemaCon in Las Vegas erntete gemischte Kritiken. Zwar wurden die Szenen inhaltlich gelobt, allerdings konnte die technische Umsetzung nicht überzeugen. Das neue 48-fps-Format erschien vielen Zuschauern zu scharf und überbelichtet und erinnerte sie eher an Sportübertragungen oder HD-Fernsehen. Laut Warner hatte das gezeigte Material die Postproduktionsphase noch nicht durchlaufen und war deshalb weder farbkorrigiert noch enthielt es alle visuellen Effekte.
Peter Jackson erklärte, dass er nicht überrascht von der negativen Rezeption der Szenen war, da „es eine Weile dauert, bis man sich daran gewöhnt. Zehn Minuten sind grenzwertig, es dauert wahrscheinlich etwas länger.“

### Spielzeug
Am 16. Dezember 2011 gaben Warner Bros. Consumer Products und Lego die Entwicklung von Figuren und Sets basierend auf den Filmen Der Hobbit und Der Herr der Ringe in Auftrag. LEGO The Hobbit: An Unexpected Journey ist zusammen mit dem ersten Film im Dezember 2012 erschienen.
Vivid Deutschland wird Produkte basierend auf Der Hobbit: Eine unerwartete Reise und Der Hobbit: Hin und zurück ab Herbst 2012 in Deutschland, Österreich und der Schweiz vertreiben. Der Verkaufsstart liegt vor dem Kinostart des ersten Films im Dezember 2012. Das Sortiment umfasst Aktionsfiguren in unterschiedlichen Preiskategorien bis hin zu hochwertigen Sammlerfiguren sowie Artikel aus der Kategorie Rollenspiel.
Games Workshop bietet seit November 2012 ein Tabletop-Spielsystem, bestehend aus einem Regelwerk und mehreren Miniaturbausätzen und basierend auf Der Hobbit: Eine unerwartete Reise, an.

### Computerspiel
Warner Bros. Interactive Entertainment besitzt die Rechte, Computerspiele basierend auf Der Hobbit zu entwickeln, seit Electronic Arts diese und die von Der Herr der Ringe im Jahr 2008 verloren hat.
Als Guillermo del Toro Regie führen sollte, gab er an, dass, falls ein Computerspiel entwickelt wird, es nicht gleichzeitig mit dem Film erscheinen würde. Del Toro gab an, dass er in der Entstehung des Spiels involviert sein wolle, es aber gleichzeitig mit dem Film zu machen mit dem „engen Zeitrahmen“ kompliziert wäre. Im Oktober 2011 bestätigte Warner Bros., dass ein Hobbit-Computerspiel im Jahr 2012 veröffentlicht wird, noch vor dem ersten Film. Das Studio gab jedoch nicht an, wie eng das Spiel mit den Filmen zusammenhängt.
Im Dezember 2012 wurde das MOBA-Rollenspiel Wächter von Mittelerde (engl. Guardians of Middle-earth) für die Plattformen Xbox 360 (5. Dezember) und Playstation 3 (7. Dezember) veröffentlicht. Zwar beinhaltet das Videospiel viele Sequenzen aus den Herr-der-Ringe-Filmen, wurde aber zum Start der Hobbit-Filme veröffentlicht.
Am 25. November 2013 kündigte Warner Bros. ein Lego Hobbit-Videospiel an, welches thematisch an die ersten beiden Filme anknüpft. Es ist am 11. April 2014 auf den Markt gekommen.

### Umbenennung von Wellington

Das Logo der Kampagne

Am 8. Oktober 2012 gab Celia Wade-Brown, die Bürgermeisterin von Wellington, bekannt, dass während der Premierenwoche die Hauptstadt von Neuseeland in The Middle of Middle-earth (Englisch für Die Mitte von Mittelerde) umbenannt wird.
Das Logo der Kampagne wurde von Grafiker Daniel Reeve entworfen, der bereits für das Der-Herr-der-Ringe-Rollenspiel Landkarten und ähnliches entwickelte und auch für die aktuelle Hobbit-Trilogie für Jackson arbeitet.